# Liedekerke
Liedekerke este o comună în provincia Brabantul Flamand, în Flandra, una dintre cele trei regiuni ale Belgiei. Suprafața totală este de 10,08 km². Comuna Liedekerke este situată în zona flamandă vorbitoare de limba neerlandeză a Belgiei. La 1 ianuarie 2008 comuna avea o populație totală de 12.206 locuitori.